# جزيرة نومفور
جزيرة نومفور هي إحدى جزر بياك وهي مجموعة جزر تقع مقابل خليج طائر الجنة شمال جزيرة غينيا الجديدة وتتبع مقاطعة بابوا في إندونيسيا.
تحيط الشعاب المرجانية معظم أجزاء الجزيرة استثناء بعض النقاط على الساحل الجنوبي الشرقي. تغطي الغابات معظم المناطق الداخلية.